# Karl-Friedrich Wessel (Fußballspieler)
Karl-Friedrich Wessel (* 26. September 1954 in Stemwede) ist ein ehemaliger deutscher Fußballspieler.

## Karriere
Der Abwehrspieler Wessel bestritt in der Saison 1977/78 zwei Bundesligaspiele für Werder Bremen, in denen er ohne Torerfolg blieb. Zur Saison 1978/79 wechselte er in die 2. Bundesliga zum VfL Osnabrück, wo er auf Anhieb zum Stammspieler avancierte. Bis zum Ende der Saison 1983/84 bestritt er 195 Zweitliga-Spiele für die Lila-Weißen, in denen er drei Tore erzielte. Anschließend spielte er noch für den TuS Stemwede und die SpVg Beckum.
Zwischen 2009 und 2011 trainierte Wessel den SV Rödinghausen und führte die Mannschaft von der Kreisliga A in die Landesliga Westfalen. 

## Privates
Sein Sohn Michael Wessel (* 15. Juli 1987) ist ebenfalls Fußballspieler und steht beim BSV Rehden unter Vertrag.